# Johann Valentin Meder
Johann Valentin Meder, född 1649 i Thüringen, Tyskland, död 1719 i Riga, var en svensk-tysk tonsättare, organist, sångare och kantor.

## Biografi
Johann Valentin Meder döptes 3 maj 1649 i Wasungen, Thüringen, Tyskland. Han var son till kantorn Johann Erhard Meder och Anna Meder. Från 1674 till 1683 var Meder kantor i Reval, Estland och från 1700 till 1719 kantor i Riga. Han arbetade även som tonsättare, organist och sångare. Meder avled juli 1719 i Riga.
Meder var bror till Johann Friedrich Meder (1639–1689), organisten David Bernhard Meder (död 1704) och Johann Nikolaus Meder.

### Familj
Meder gifte sig första gången med Constantia Fink. Hon var dotter till Nicolaus Finkt. De fick tillsammans barnen Erhard Nikolaus Meder (född 1689) och en son.
Meder gifte sig andra gången med Strauss.

## Verklista

### Instrumentalverk
- Chaconne i C-dur.[8]

### Tyska sångverk
- Ach Herr strafe mich nicht. Komponerad 14 augusti 1679 i Tallinn.[8]
- Gott du bist derselbe mein König.[8]
- Gott hilf mir denn das Wasser geht mir bis an die Seele.[8]
- Gott! mein Herz ist bereit.[8]
- Die höllische Schlange. Verket komponerades senast 1667 och skrivs till Jungfru Marie bebådelsedag.[8]
- Unser keiner lebt ihm selber.[8]
- Wie murren denn die Leute im Leben.[8]
- Matthäus-Passion. Komponerad 1701 och framfördes första gången 25 mars 1701.[8]

### Latinska sångverk
- In principio erat verbum. Komponerad omkring 1675 och texten är hämtad från Johannesevangeliet 1:1–2.[8]
- In tribulatione invocavimus.[8]
- Jubilate Deo omnis terra.[8]
- Quid est hoc quod sentio.[8]
- Sufficit nunc Domine.[8]
- Vox mitte clamorem.[8]

## Diskografi
Inspelade skivor med musik av Meder.
- 2006: Passionsoratorium nach Matthäus. Inspelad av Kölner Akademie.[9]
- 2021: Johann Valentin Meder - Sacred Music. Musica Baltica 7.

### Medverkade inslag på skivor
- 1999: Musica Baltica.[10]
- 2010: Skarby Muzyki Dawnego Gdanska.[10]
- 2011: Ach Swea Trohn.[10]
- 2012: Lycksalighetens Ähre-Pracht. Musik i Sverige från medeltid till Barock.[10]
- 2016: Vitae Pomeranorum, Volumen II.[10]
- 2017: Baroque Cantatas from Gdansk. Musica Baltica 1.[10]